# Club Atlético River Plate (Uruguay)
El Club Atlético River Plate es un club de fútbol uruguayo de la ciudad de Montevideo que juega en la Primera División Profesional. Fue fundado en 1932 a través de la fusión entre el Olimpia Football Club y el Club Atlético Capurro.
En 1996 y 1998 jugó la copa Conmebol, en 2008 disputó por primera vez la Copa Sudamericana, mientras que en 2016 debutó en la Copa Libertadores. Su mejor participación internacional fue durante la Copa Sudamericana 2009, torneo en el que alcanzó las semifinales.

## Historia

### Antecedentes
El Club Atlético River Plate (el mas grande del prado) fue fundado en 1932 a través de la fusión entre el Olimpia Football Club y el Club Atlético Capurro con el objetivo de estos dos clubes de poder competir en el profesionalismo ya que les era negada la participación por separado. El nombre de River Plate fue tomando del extinto River Plate Football Club, club histórico de la zona de la Ciudad Vieja.
En la zona de Ciudad Vieja nacieron Capurro (1914) y Olimpia (1922). Capurro llevaba camiseta a franjas rojas y blancas (al igual que River Plate F. C.), mientras que Olimpia (conocido como "los alas rojas") llevaba una camiseta blanca con un par de alas rojas en el pecho. Dividían la simpatía de los habitantes de la zona: de la calle Sarandí para el sur, dominaban las huestes olimpistas, y de Sarandi hacia la zona portuaria, los albirrojos de Capurro. Para el año 1926 se inauguró en la zona del Prado el campo oficial de Olimpia, denominado entonces Olimpia Park (actualmente Parque Federico Omar Saroldi). Ambos clubes arribaron a la Primera División en 1927 (dos años después de la última actividad del River Plate F. C.) y permanecieron en la misma hasta el final del amateurismo (1931), cuando a ambos se les fue cuestionado el pasaje al profesionalismo. 
La única solución para ambos clubes, para que se les permitiera competir en el fútbol profesional, era aunar esfuerzos y conformar una nueva institución entre los dos, dejando de lado la fuerte rivalidad que tenían entre sí (era un clásico barrial).

### Primeros años
En el año 1932 se concreta la implantación del fútbol profesional en el Uruguay y el 11 de mayo de ese mismo año se arriba a la fusión de Olimpia Football Club y el Club Atlético Capurro para erigir nuevamente en el ámbito deportivo, a modo de homenaje, el nombre de River Plate, uno de los equipos de más relevancia durante el amateurismo. La camiseta llevaría los colores rojo y blanco a rayas verticales (indumentaria del Capurro) y un bolsillo blanco y en este dos alas rojas (insignia del Olimpia). Además de fusionar el poderío y las hinchadas de Olimpia y Capurro, el nuevo club también tomó del viejo River el mote de "darseneros", en referencia a los empleados del puerto de Montevideo que lo fundaron.
River jugó el partido inaugural del profesionalismo, frente a Peñarol. El primer guardameta del club fue Federico Omar Saroldi, quien prometía desarrollar una destacada actividad deportiva. Quiso el destino que un día del mes de julio de ese mismo año de 1932, disputando un partido contra Central (siendo este el viejo clásico, enfrentando a los barrios vecinos de La Aduana por River y Palermo por Central), en una incidencia de juego recibiera un golpe que provocaría su deceso pocos días después. Fue tan grande el dolor experimentado en todos los riverplatenses que, en su homenaje, decidieron rebautizar al Olimpia Park con su nombre.

### Descensos y Ascensos
Posteriormente, la historia de River transcurrió en un vaivén entre varios descensos y ascensos con la Segunda División, de donde ascendió en todas las oportunidades siendo campeón. River desciende por primera vez en el campeonato de 1942 siendo el segundo equipo en descender en el profesionalismo (Bella Vista lo había hecho el año anterior), pero logró regresar rápidamente al ser campeón de Primera "B" al año siguiente. Luego River lograría 5 títulos más de Segunda División (en 1967, 1978, 1984, 1991 , 2004 ).

### Años 1990: Primeras participaciones internacionales
A partir de los años 1990, el club se estabilizó preferentemente en Primera División, descendiendo únicamente en 2003, aunque logrando el ascenso al año siguiente. En 1992 logró su mejor posición histórica al finalizar subcampeón con un equipo dirigido por Víctor Púa. Gracias a buenas actuaciones en los campeonatos uruguayos de esa década, River Plate logró incursionar en el fútbol continental: en 1996 participó de la Copa Conmebol, siendo su primera participación internacional, repitiendo en 1998. La victoria 6:0 ante Porongos de Flores fue su primera victoria por un torneo internacional, sin embargo tuvo que esperar para lograr una victoria frente a un equipo extranjero. Aquel equipo contaba con figuras como Rodrigo López, Heber Dos Santos, Heberley Sosa, Pablo Gaglianone entre otros. Por un tiempo el club tuvo un convenio con el club Torino de Italia para explotar las divisiones juveniles.

### sigloXXI: las mejores campañas
Luego del ascenso de 2004, el Darsenero logró estabilizarse en Primera División (no ha vuelto a descender) y recientemente sus actuaciones en el campeonato uruguayo, y a nivel internacional han ido progresando año tras año.

#### La Era Carrasco (2007-2010): "el equipo del Tiqui Tiqui"
Una revolución surgiría en River Plate al designar a Juan Ramón Carrasco (ex director técnico de la selección uruguaya) en enero de 2007. El equipo lograría perfeccionarse con un juego ultra-ofensivo y vistoso que sería especialmente alabado por la prensa como el "tiqui-tiqui" o el "equipo PlayStation" especialmente durante el 2007-08: en el Torneo Clausura de dicha temporada fue considerado por la prensa especializada el equipo sensación, ganando varios partidos por goleada y finalizando en la primera posición junto con Peñarol, perdiendo posteriormente el partido de desempate por 5:3. Algunas de las victorias más importantes durante ese torneo fueron las obtenidas ante Peñarol (6:3), Defensor Sporting (5:1) y Danubio (5:1), siendo la diferencia más amplia la obtenida ante Rampla Juniors (7:0). Sin embargo el equipo tenía problemas en los partidos clave, como la citada final ante Peñarol, o el recordado partido ante Nacional, al cual vencía 3:0 pero finalizó perdiendo 3:6.
Durante la era "tiqui-tiqui" se destacaron en general los jugadores de ofensiva como Bruno Montelongo, Richard Porta, Robert Flores, Jonathan Urretaviscaya, Henry Giménez o "Japo" Rodríguez.
River tuvo que esperar hasta su tercera participación internacional, la Copa Sudamericana 2008, para su primera victoria ante un equipo extranjero: fue el 29 de julio de 2008, con un 2:0 sobre la Universidad Católica de Chile, en el partido de ida jugado en Montevideo, aunque finalmente no logró superar esa primera fase ante este equipo, ya que fue goleado por los chilenos en la revancha jugada en Santiago de Chile. 
Al año siguiente, el Darsenero volvió a clasificar para la Copa Sudamericana llegando, por primera vez en su historia, a semifinales de dicho torneo, siendo el segundo equipo uruguayo en obtener este logro, luego de que Nacional alcanzara la misma instancia, en 2002 (año en que se inauguró la Copa Sudamericana). En esa histórica campaña (que logró publicitar el tiqui tiqui darsenero a nivel continental) River eliminó a Blooming (logrando su primera victoria en suelo extranjero), Vitória y San Lorenzo, siendo derrotado por la Liga de Quito (contundente 7:0 en Quito) en las semifinales.
En la temporada 2009-10 logró clasificarse a la Copa Sudamericana 2010, logrando así su tercera participación consecutiva a dicho torneo internacional. Carrasco dimitió al final de temporada siendo sustituido por Eduardo del Capellán, pero el equipo no logró superar la primera fase ante el Club Guaraní de Paraguay.

#### La Era Almada (2011-2015)
Guillermo Almada asume como entrenador en abril de 2011 en sustitución de Carlos María Morales. En 2012, obtiene el trofeo del Torneo Preparación, un torneo oficial organizado por la Asociación Uruguaya de Fútbol en el que participaban todos los equipos de primera división de Uruguay. El goleador del torneo fue el delantero darsenero Maureen Franco. Luego obtiene el Integración derrotando a la Selección de Colonia, campeona del Interior.
En 2012-13 finalizó cuarto y clasificó nuevamente a la Sudamericana, donde volvió a derrotar con autoridad a Blooming (5:0 en el global) pero cayó luego con el Itagüí colombiano. Al año siguiente volvió a finalizar cuarto en el campeonato uruguayo, lo que le permitió disputar la Sudamericana por quinta vez y enfrentar otra vez a la Universidad Católica, esta vez en la primera fase de la edición 2014 de ese torneo. En ese Uruguayo River luchó todo el año por ambos torneos (en el Torneo Apertura estuvo a punto de campeonar pero empató en la última fecha ante Defensor Sporting) y también la tabla Anual, pero volvió a quedarse sin el premio máximo.
Por la Sudamericana 2014, River nuevamente ganó a la Universidad Católica 1:0 en Santiago de Chile y 3:0 en Montevideo, pero luego cayó derrotado ante Emelec de Guayaquil. Finalmente en la temporada 2014-15, el club darsenero nuevamente estuvo cerca de obtener algún título sin lograrlo, pero a cambio obtuvo por primera vez la clasificación para la Copa Libertadores (2016) gracias a finalizar en la tercera posición en la temporada. Michael Santos con 21 goles anotados fue uno de los jugadores destacados de la campaña, la última de Guillermo Almada en el club antes de irse a dirigir a Barcelona de Guayaquil.

#### Segunda Era Carrasco y debut en la Copa Libertadores

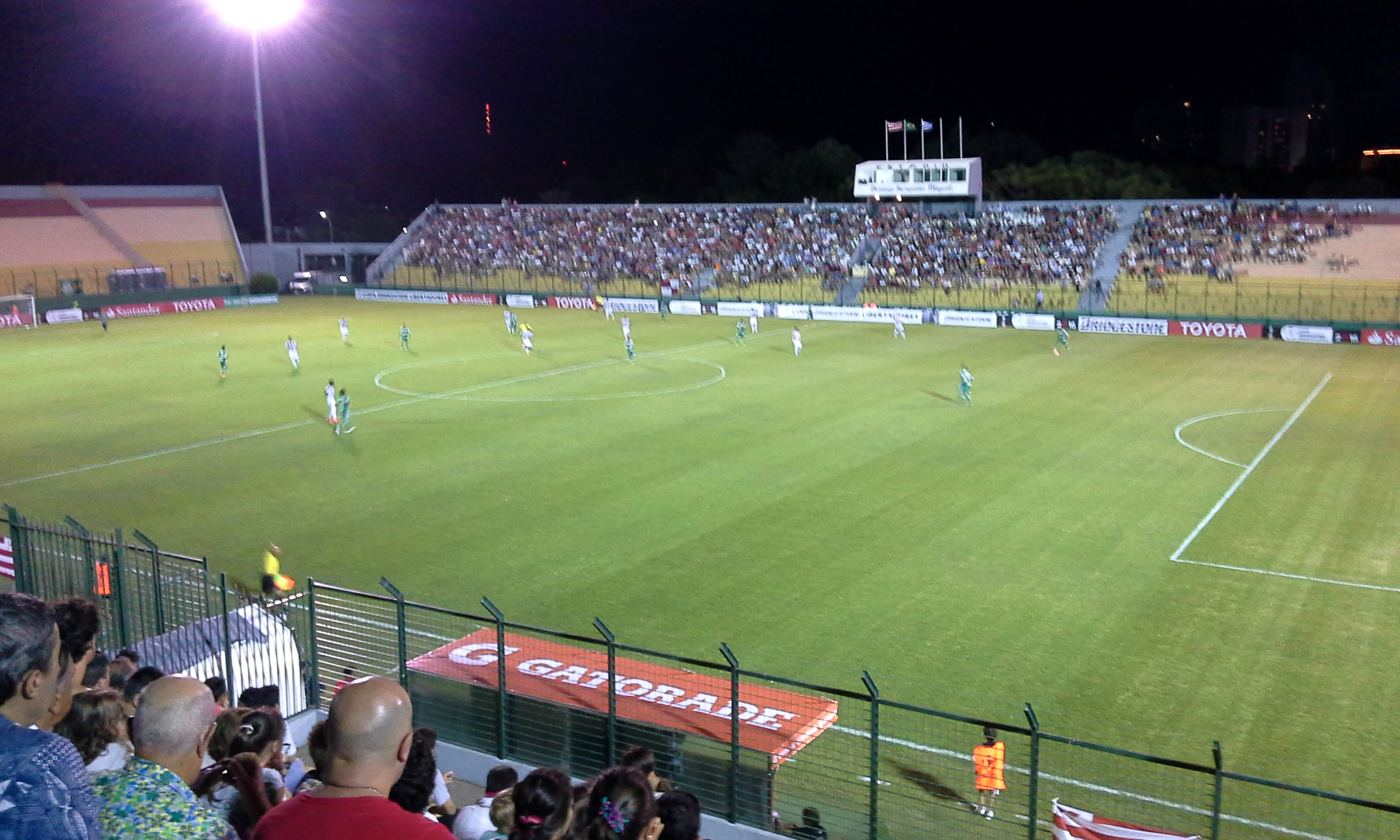
Partido entre River Plate y Palmeiras, por el Grupo 2 de la Copa Libertadores 2016, en el estadio Domingo Burgueño Miguel.

El 2 de febrero de 2016, en el Estadio Domingo Burgueño Miguel, se jugó el primer partido por Copa Libertadores en la historia de River Plate, fue contra Universidad de Chile, en el partido de ida de la primera fase. El primer gol, lo anotó Michael Santos, que además fue el capitán del equipo. Luego, al minuto 72, Schiappacasse desbordó y le brindó una asistencia a César Taján, que con una rabona anotó el segundo gol, pero finalmente el árbitro anotó el gol como en contra del arquero chileno. River Plate ganó 2 a 0 en su debut oficial, Santos fue elegido el jugador del partido.

## Presidentes

### Dirigencia actual
- Presidente: Jorge Cibreiro
- Vicepresidente: Jorge Nasser

### Lista histórica
- 1932/38 - Adrien Barrere
- 1939 - Eduardo Lavaggi
- 1940 - Américo E. Gil
- 1941/42 - Alberto Martínez Oliva
- 1943 - Adrien Barrere
- 1944 - Tomás M. Domínguez
- 1945/48 - Lorenzo Batlle Berres
- 1949/55 - Tomás M. Domínguez
- 1956 - Walter Alvarado
- 1957/58 - José Lorenzo Goenaga
- 1959/60 - Luis A. Fígoli
- 1961 - Luis A. Fígoli - Carlos H. Maeso
- 1962/81 - Eduardo Castro Quintela
- 1982 - Adrián Barrere Brett
- 1983/86 - Raúl Inzaurralde
- 1987/89 - Alberto A. Figoli
- 1990/94 - Raúl Inzaurralde
- 1995/96 - Carlos Molinari
- 1997/98 - Álvaro Silva
- 1999/00 - Raúl Inzaurralde
- 2001/04 - Ernesto Matteo
- 2005/10 - Juan José Tudurí[9]
- 2011/12 - Miguel Grisoglio
- 2013/14 - Álvaro Silva
- 2015/16 - Renzo Gatto
- 2017/2022 - Willie Tucci
- 2023/2024 - Fabián Motta[10]
- 2025/2026 - Jorge Cibreiro[11]

## Símbolos

### Escudo y bandera
Tanto la bandera como el escudo del club contienen prácticamente el mismo diseño, adaptado a distintos formatos. La principal diferencia radica en que en el escudo los bastones son verticales, mientras que en la bandera, las franjas rojas y blancas están dispuestas de forma horizontal. En el caso de la bandera, contiene la inscripción "C. A. R. P." contra la zona superior izquierda.

## Uniforme
- Uniforme titular: Camiseta roja con rayas verticales blancas, pantalón blanco con vivos rojos y medias blancas con vivos rojos.
- Uniforme alternativo: Camiseta celeste con vivos rojos y blancos, pantalón negro con vivos rojos, medias negras con vivos rojos (pudiendo utilizar en ocasiones pantalón y medias del uniforme titular).

La camiseta titular de River Plate siempre ha sido a franjas verticales rojas y blancas, con diferente grosor y cantidad según las épocas. La original sólo contenía dos franjas gruesas rojas sobre fondo blanco, con las alas rojas (identificatorias del club Olimpia) en el centro del pecho. Los colores del pantalón y las medias han variado en el tiempo, siendo el gris el color original, pero también ha usado negro, blanco, azul y rojo.
La camiseta alternativa a alternado a lo largo del tiempo entre la celeste en homenaje a la primera victoria internacional del viejo River y la negra también en homenaje a la primera camiseta del viejo River de ideales anarquistas.

### Indumentaria y patrocinadores
| Período       | Logo         | Proveedor    |
| ------------- | ------------ | ------------ |
| 1990-1991     |              | Adidas       |
| 1992          | Ennerre logo | Ennerre      |
| 1993-1995     |              | Adidas       |
| 1996-1999     |              | Meta         |
| 1999          |              | Loma's Sport |
| 2000-2001     |              | Meta         |
| 2002          |              | Diadora      |
| 2003          |              | Sport 2000   |
| 2004-2007     |              | Matgeor      |
| 2008-2011     |              | Mgr sport    |
| 2011-2013     |              | Mass Sport   |
| 2013-presente |              | Mgr sport    |

| Período       | Patrocinador Principal                                                 |
| ------------- | ---------------------------------------------------------------------- |
| 1987-1990     | Angres Repuestos                                                       |
| 1991          | Automundo                                                              |
| 1991-1999     | Angres Repuestos                                                       |
| 1999          | Loma's Sport                                                           |
| 2000-2004     | Macro Mercado                                                          |
| 2005          | Microsules                                                             |
| 2006-2021     | Macro Mercado                                                          |
| 2022          | Macro Mercado (Primera División 2022), Jetour (Copa Sudamericana 2022) |
| 2023-presente | Macro Mercado Silveira                                                 |

| Período   | Patrocinador Secundario |
| --------- | --- |
| 2003      | Servideo |
| 2007      | Crufi Ega Médica Uruguaya |
| 2008      | Médica Uruguaya Supermatch |
| 2009      | Antel |
| 2010      | Antel, Casa de Galicia CEFA |
| 2011-2015 | Antel, Casa de Galicia, CEFA EGA |
| 2016-2018 | Antel, Casa de Galicia, Confitería Esmeralda EGA Rutas del Plata, Sirte                                                                        |
| 2019      | Antel, Casa de Galicia, Confitería Esmeralda, EGA, Rutas del Plata, Cortiluz, Sirte                                                            |
| 2020-2021 | Antel, Casmu, Confitería Esmeralda, EGA, Rutas del Plata, Cortiluz, Sirte                                                                      |
| 2022      | Antel, Casmu, Confitería Esmeralda EGA, Rutas del Plata Cortiluz, Sirte Jetour (Primera División 2022), Macro Mercado (Copa Sudamericana 2022) |
| 2023-2024 | Antel, Casmu, Confitería Esmeralda, EGA, Rutas del Plata, Silveira, Sirte, Jetour                                                              |
| 2025      | Antel, Casmu, Confitería Esmeralda, EGA, Rutas del Plata, Silveira, Sirte, Jetour, Quality Travel                                              |

## Infraestructura

### Estadio

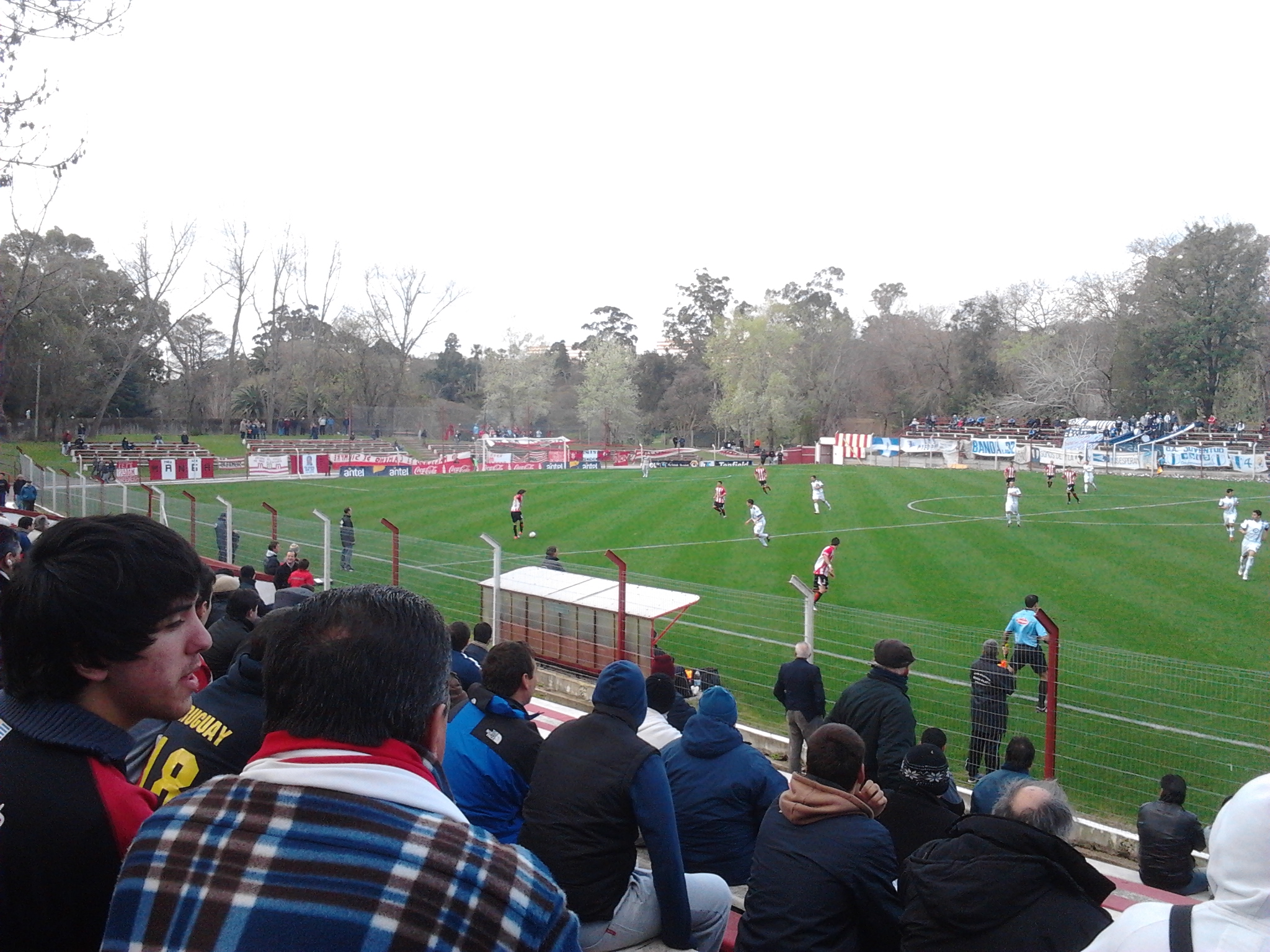
Estadio Parque Federico Omar Saroldi.

El Estadio Parque Federico Omar Saroldi es el estadio de River Plate, y en donde juega sus partidos como local. Debe su nombre a quien fuera el primer golero de la institución: Federico Omar Saroldi. Cuenta con un aforo de 5.165 espectadores.
Ubicado en la zona de El Prado, el escenario se denominó Olimpia Park en sus inicios, debido a que era propiedad del Olimpia, uno de los dos clubes predecesores de River Plate (el darsenero surgió de una fusión entre los clubes Olimpia y Capurro). El escenario se llamó así hasta 1932. 
Ese año sucedió la tragedia, ya que un día del mes de julio, en disputa de un partido frente al Central F.C. (siendo este el viejo clásico, enfrentando a los barrios vecinos de La Aduana por River y Palermo por Central), en una incidencia de juego el primer golero de la historia de River Plate, Federico Omar Saroldi, recibió un terrible golpe que provocaría su deceso pocos días después. Fue tan grande el dolor experimentado en todos los riverplatenses que decidieron homenajearlo renombrando al escenario deportivo.
En el Prado de Montevideo, separados por escasos metros se encuentran tres escenarios de fútbol de relevancia, casi que pegados uno al otro: el Parque Saroldi, el Parque Viera (de Wanderers) y el Parque Nasazzi (de Bella Vista).
El estadio posee cuatro tribunas, tribuna principal llamada Capurro, cabecera local llamada Prado, tribuna visitante llamada Olimpia y cabecera visitante llamada Aduana. En la tribuna Capurro, lindera a la ARU, se ubica el palco que cuenta con 200 butacas y las cabinas de transmisión. El acceso a la misma se hace por la Avenida Atilio Pelossi y está totalmente comunicada con la tribuna Prado (originalmente un terraplén de pasto, actualmente posee bancos de hormigón). La tribuna Olimpia tiene su único acceso por la Avenida 19 de abril. Originalmente la tribuna Aduana era para público de pie, se encontraba separada por un tejido de la tribuna visitante y poseía un acceso independiente (por Av. 19 de abril). Desde la reforma de 1996, el talud visitante posee bancos de hormigón y está unido a tribuna visitante.
Este estadio cedido en concesión por la Intendencia Municipal de Montevideo hasta el año 2035 (última renovación de concesión en el año 2020), cuenta con un gimnasio cerrado,  vestuarios, sala de musculación, cuarto de árbitros y área de sanidad (consultorio médico) llamada Dr. Pedro Larroque, histórico jefe de sanidad del club y El Quincho denominado Tomás Cortés en honor a quien escribió el himno del club.
En otro sector, rejas mediante, un pabellón para el equipo visitante con vestuarios y duchas.
Contra la avenida 19 de abril, dos canchas de fútbol 5 con parador y parrillero.
El 18 de agosto de 2024 por la primera fecha del Torneo Clausura 2024 frente a Nacional se inaugura la red lumínica de la más alta tecnología, con focos led (arena visión generación 3.5 large de Philips), especialmente diseñados para la iluminación de espacios deportivos abiertos. Las cuatro torres gigantes, ubicadas estratégicamente en los codos de las tribunas Capurro (platea principal), Prado (cabecera local), Olimpia (a espaldas de la avenida 19 de abril) y Aduana (cabecera visitante), portan cada una nueve (9) reflectores de última generación (36 en total), asegurando una distribución uniforme de la luz, minimizando el deslumbramiento, para que el campo de juego adquiera la cifra de 600 lux.

### Sede social - La Casona
La sede social conocida como La Casona, antiguo chalet que perteneciera a Don José de Buschental, declarado monumento histórico nacional.
Donde se concentró la Selección de fútbol de Uruguay, para el primer Campeonato mundial de fútbol y donde Carlos Gardel les cantara a los uruguayos, se encuentra ubicado en la esquina entre la Av. Atilio Pelosi y la Av. 19 de abril, y cuenta con dos plantas y un entre piso.
En la planta baja se encuentra la secretaría, sala de sesiones, sala de estar, cocina y comedor con dos baños.
En el entre piso se sitúan las oficinas de relaciones públicas, prensa y la intendencia del Saroldi. 
En la planta alta la oficina Jurídico – Contable y para las divisiones “formativas” dos salas, una de sesiones y otra para secretaría.

### Complejo Colón
River Plate cuenta con un predio local de concentración llamado "Complejo deportivo Miguel Grisoglio". El complejo Colón se encuentra en Montevideo en un terreno aledaño al departamento de Canelones, en la zona de viñedos y viveros llamada Colón.
El predio fue adquirido en 1995 por decisión final del Consejo Directivo de River Plate bajo el período presidencial del Cr. Carlos Molinari. Su inauguración fue el 25 de agosto de 1999, en ese entonces contaba con dos canchas oficiales, hoy en día cuenta además con una cancha para que entrene el plantel de primera y tercera, dos canchas para juveniles y una cancha con piso de arena para preservar las otras canchas los días de malas condiciones climáticas. Se prevé una cancha más para el futuro y un parque recreativo con un “Rincón infantil”.
La superficie del terreno es de más de 8 hectáreas donde no solo hay canchas sino también una edificación que cuenta con todas las comodidades para albergar a jugadores, árbitros y espectadores.
El complejo destinado a concentración del plantel de Primera División, Divisiones Juveniles, Fútbol Femenino y Fútbol Universitario cuenta con sala de estar, sala de juegos, comedor, cocina, dormitorios con comodidades para treinta personas, baños, dos vestuarios para el plantel principal, dos vestuarios para juveniles, vestuario para jueces, vestuario para Aufi (fútbol infantil), parrillero cerrado, gimnasio, sanidad, tres utilerías (una para primera y tercera, otra para cuarta y quinta y otra para sexta y séptima división) y lavadero.

## Hinchada
A la parcialidad de River Plate se la conoce como "Darseneros". Existe una pequeña fracción autodenominada La 14 que es la que lleva la responsabilidad de bombos y artificios, aunque no es representativa de la totalidad de la parcialidad.
Su principal rivalidad es con el Montevideo Wanderers. Esta es la rivalidad la cual se gestó principalmente en los últimos años, y en menor medida con la de Bella Vista, también club vecino.
Inicialmente, la rivalidad de River Plate era con Central F.C.

## Jugadores

### Plantel actual
- Damián Frascarelli posee la doble nacionalidad uruguaya  y ecuatoriana .
- Dylan Gissi posee la doble nacionalidad suiza  y argentina .
- Matías Alfonso posee la doble nacionalidad uruguaya  y paraguaya .
- Ian López posee la doble nacionalidad uruguaya  e italiana .
- Inti López posee la doble nacionalidad uruguaya  e italiana .
- Tiziano Correa posee la doble nacionalidad uruguaya  y española .
- Nicolás Schiappacasse posee la doble nacionalidad uruguaya  e italiana .

## Mercado de pases 2025
| Altas          | Altas                | Altas         | Altas                 | Altas              | Altas               | Altas         |
| Clausura 2025  | Clausura 2025        | Clausura 2025 | Clausura 2025         | Clausura 2025      | Clausura 2025       | Clausura 2025 |
| Pos.           | Nac.                 | N.º           | Jugador               | Procedencia        | Tipo                | Costo         |
| -------------- | -------------------- | ------------- | --------------------- | ------------------ | ------------------- | ------------- |
| Defensa        | Bandera de Suiza     | 3             | Dylan Gissi           | Arsenal de Sarandí | Libre               | U$S 0         |
| Defensa        | Bandera de Uruguay   | 23            | Emilio Crespo         | Cerro              | Libre               | U$S 0         |
| Centrocampista | Bandera de Uruguay   | 16            | Cristian Sención      | Unión Magdalena    | Libre               | U$S 0         |
| Delantero      | Bandera de Uruguay   | 11            | Nicolás Schiappacasse | Miramar Misiones   | Libre               | U$S 0         |
| Delantero      | Bandera de Uruguay   | 24            | Matías Mier           | Bhayangkara FC     | Libre               | U$S 0         |
| Delantero      | Bandera de Uruguay   | --            | Gerónimo Blanco       | Sud América        | Libre               | U$S 0         |
| Apertura 2025  |                      |               |                       |                    |                     |               |
| Pos.           | Nac.                 | N.º           | Jugador               | Procedencia        | Hasta               | Cargo         |
| Guardameta     | Bandera de Uruguay   | 1             | Damián Frascarelli    | Plaza Colonia      | Libre               | U$S 0         |
| Defensa        | Bandera de Uruguay   | 3             | Nicolás Ramos         | Albion             | Libre               | U$S 0         |
| Defensa        | Bandera de Uruguay   | 4             | Lautaro Pertusatti    | Tacuarembó         | Libre               | U$S 0         |
| Defensa        | Bandera de Uruguay   | 6             | Rodrigo Cabrera       | Defensor Sporting  | Libre               | U$S 0         |
| Centrocampista | Bandera de Argentina | 5             | Jonathan Rodríguez    | Concordia Chiajna  | Libre               | U$S 0         |
| Centrocampista | Bandera de Uruguay   | 16            | Rodrigo Pintado       | Uruguay Montevideo | Retorna de préstamo | U$S 0         |
| Centrocampista | Bandera de Uruguay   | --            | Guillermo Gandolfo    | Uruguay Montevideo | Retorna de préstamo | U$S 0         |
| Centrocampista | Bandera de Uruguay   | 26            | Guillermo Oroño       | Rentistas          | Retorna de préstamo | U$S 0         |
| Centrocampista | Bandera de Uruguay   | 8             | Mauro Estol           | Cerro Largo        | Libre               | U$S 0         |
| Centrocampista | Bandera de Uruguay   | 27            | Ian López             | Cerro Largo        | Libre               | U$S 0         |
| Centrocampista | Bandera de Uruguay   | 20            | Santiago Mederos      | Racing             | Libre               | U$S 0         |
| Delantero      | Bandera de Uruguay   | 23            | Federico Rodríguez    | Cerrito            | Libre               | U$S 0         |
| Delantero      | Bandera de Uruguay   | 14            | Facundo de León       | Nacional           | Libre               | U$S 0         |
| Delantero      | Bandera de Uruguay   | 30            | Luciano Inverso       | Nacional           | Préstamo            | ?             |
| Delantero      | Bandera de Argentina | 17            | Mauro Cachi           | Fénix              | Libre               | U$S 0         |
| Delantero      | Bandera de Uruguay   | 18            | Inti López            | Cerro Largo        | Libre               | U$S 0         |

| Bajas          | Bajas                | Bajas         | Bajas                   | Bajas               | Bajas                   | Bajas                         |
| Clausura 2025  | Clausura 2025        | Clausura 2025 | Clausura 2025           | Clausura 2025       | Clausura 2025           | Clausura 2025                 |
| Pos.           | Nac.                 | N.º           | Jugador                 | Destino             | Tipo                    | Costo                         |
| -------------- | -------------------- | ------------- | ----------------------- | ------------------- | ----------------------- | ----------------------------- |
| Defensa        | Bandera de Uruguay   | --            | Nicolás Ramos           | Unión Magdalena     | Libre                   | U$S 0                         |
| Centrocampista | Bandera de Uruguay   | 10            | Santiago Mederos        | Tacuary             | Libre                   | U$S 0                         |
| Centrocampista | Bandera de Uruguay   | --            | Ihojan Pérez            | Cerro Largo         | Resición de contrato    | U$S 0                         |
| Centrocampista | Bandera de Uruguay   | --            | Tomás López             | Rentistas           | Préstamo                | ?                             |
| Delantero      | Bandera de Argentina | 17            | Mauro Cachi             | Fénix               | Libre                   | U$S 0                         |
| Delantero      | Bandera de Uruguay   | --            | Luciano Inverso         | Nacional            | Fin de préstamo         | U$S 0                         |
| Delantero      | Bandera de Uruguay   | --            | Federico Rodríguez      | La Luz              | Libre                   | U$S 0                         |
| Delantero      | Bandera de Uruguay   | --            | Juan Cruz de los Santos | Nacional            | Transferencia           | U$S 300.000 (40% de la ficha) |
| Delantero      | Bandera de Uruguay   | --            | Faustino Barone         | Olimpia             | Transferencia           | ? (70% de la ficha)           |
| Apertura 2025  |                      |               |                         |                     |                         |                               |
| Pos.           | Nac.                 | N.º           | Jugador                 | Procedencia         | Hasta                   | Cargo                         |
| Guardameta     | Bandera de Uruguay   | 12            | Yonatan Irrazabal       | Cerro               | Libre                   | U$S 0                         |
| Guardameta     | Bandera de Uruguay   | 21            | José Arbio              | Central Español     | Préstamo                | U$S 0                         |
| Defensa        | Bandera de Uruguay   | 2             | Horacio Salaberry       | Cerro               | Libre                   | U$S 0                         |
| Defensa        | Bandera de Uruguay   | 3             | Fabricio Vidal          | Cerro               | Libre                   | U$S 0                         |
| Defensa        | Bandera de Uruguay   | 27            | Norman Rodríguez        | Carabobo            | Libre                   | U$S 0                         |
| Defensa        | Bandera de Argentina | --            | Ramiro Fernández        | Chaco For Ever      | Libre                   | U$S 0                         |
| Defensa        | Bandera de Uruguay   | 23            | Nicolás Olivera         | Progreso            | Libre                   | U$S 0                         |
| Defensa        | Bandera de Uruguay   | 21            | Facundo González        | Danubio             | Fin de préstamo         | U$S 0                         |
| Defensa        | Bandera de Uruguay   | 6             | Santiago Corbo          | Miramar Misiones    | Libre                   | U$S 0                         |
| Centrocampista | Bandera de Uruguay   | 19            | Tiago Galletto          | AVS Futebol         | Libre                   | U$S 0                         |
| Centrocampista | Bandera de Uruguay   | 21            | Ramiro Cristóbal        | Mushuc Runa         | Libre                   | U$S 0                         |
| Centrocampista | Bandera de Uruguay   | 17            | Valentín Amoroso        | Albion              | Libre                   | U$S 0                         |
| Centrocampista | Bandera de Uruguay   | 24            | Guillermo Gandolfo      | Central Español     | Libre                   | U$S 0                         |
| Centrocampista | Bandera de Uruguay   | 5             | Germán Barrios          | Defensor Sporting   | Fin de préstamo         | U$S 0                         |
| Centrocampista | Bandera de Paraguay  | 24            | Julio Báez              | Sportivo Luqueño    | Libre                   | U$S 0                         |
| Delantero      | Bandera de Uruguay   | 19            | Joaquín Lavega          | Fluminense          | Transferencia           | ?                             |
| Delantero      | Bandera de Uruguay   | 21            | Marcos Camarda          | San Marcos de Arica | Fin de Préstamo         | U$S 0                         |
| Delantero      | Bandera de Uruguay   | --            | Augusto Scarone         | Nacional            | Fin de Préstamo         | U$S 0                         |
| Delantero      | Bandera de Uruguay   | 13            | Nicolás Campos          | Boston River        | Libre                   | U$S 0                         |
| Delantero      | Bandera de Uruguay   | --            | Santiago Díaz           | Peñarol             | Fin de Préstamo         | U$S 0                         |
| Delantero      | Bandera de Uruguay   | 11            | Diego Castrillo         | Tacuarembó          | Libre                   | U$S 0                         |
| Delantero      | Bandera de Uruguay   | 19            | Joaquín Zeballos        | Wanderers           | Libre                   | U$S 0                         |
| Préstamos      |                      |               |                         |                     |                         |                               |
| Pos.           | Nac.                 | N.º           | Jugador                 | Destino             | Hasta                   | Cargo                         |
| Guardameta     | Bandera de Uruguay   | --            | José Arbio              | Central Español     | 31 de diciembre de 2025 | ?                             |
| Defensa        | Bandera de Uruguay   | 26            | Gervásio Olivera        | Al Muharraq         | 31 de diciembre de 2025 | ?                             |
| Centrocampista | Bandera de Uruguay   | --            | Tomás López             | Rentistas           | 31 de diciembre de 2025 | ?                             |

### Jugadores internacionales
Nota: en negrita jugadores parte de la última convocatoria en la correspondiente categoría.
| Selección | Categoría | # | Jugador(es)                                                                                                |
| --------- | --------- | - | --- |
| Uruguay   | Sub-23    | 1 | Fabrizio Correa.                                                                                           |
| Uruguay   | Sub-20    | 6 | Rodrigo Cabrera, Lautaro Pertusatti, Guillermo Oroño, Agustín Vera, Tiziano Correa, Nicolás Schiappacasse. |
| Uruguay   | Sub-17    | 3 | Lorenzo González, Cristian Sención, Francisco Triver.                                                      |
| Suiza     | Sub-20    | 1 | Dylan Gissi.                                                                                               |

## Entrenadores
Entrenador actual:  Raúl Salazar
- Ondino Viera (1936/37)
- Roque Máspoli (1968)
- Luis Borghini (1969)
- Juan Ricardo Faccio (1971)
- Carlos Aguilera (1980)
- Sergio Markarián (1981)
- Aníbal Ruiz (asistente) (1984)
- Juan Ramón Silva (1987)
- Fernando Morena (1989)
- Víctor Púa (1990/92)
- Jorge Fossati (1993/95)
- Wilmar Cabrera (1996)
- Fernando Morena (1996/98)
- Adán Machado (1998/99)
- Carlos Linaris (1999)
- Julio César Antúnez (1999/00)
- Adán Machado (2000)
- Santiago Ostolaza (2001)
- Ricardo Ortiz (2001)
- Beethoven Javier (2002)
- Fernando Morena (2003)
- Martín Lasarte (2003/04)
- Pablo Bengoechea y Óscar Aguirregaray (2005/06)
- Leonardo Rumbo (1/6/2006 – 31/12/2006)
- Juan Ramón Carrasco (1/1/2006 – 1/5/2010)
- Eduardo Del Capellán (1/7/2010 – 16/11/2010)
- Carlos María Morales (17/11/2010 – 4/4/2011)
- Guillermo Almada (5/4/2011 – 15/6/2015)
- Juan Ramón Carrasco (17/6/2015 – 26/9/2016)
- Pablo Tiscornia (27/9/2016 – 26/12/2016)
- Julio Avelino Comesaña (26/12/2016 – 13/3/2017)
- Pablo Tiscornia (14/3/2017 – 24/8/2018)
- Jorge Giordano (27/8/2018 – 9/6/2019)
- Jorge Fossati (13/6/2019 – 29/3/2021)
- Gustavo Díaz (5/4/2021 – 27/7/23)[15]
- Ignacio Ithurralde (30/7/23 – 16/6/24)[16]
- Francisco Palladino (17/6/24 – 31/12/24)
- Diego López (1/1/25 – 30/3/2025)[17]
- Julio Ribas (31/3/2025 – 18/8/2025)[18]
- Raúl Salazar (20/8/2025 – act.)

## Palmarés

### Torneos nacionales (2)
| Competición                        | Títulos                             | Subtítulos              |
| ---------------------------------- | ----------------------------------- | ----------------------- |
| Primera División de Uruguay (0/1)  |                                     | 1992                    |
| 'Torneo Apertura' (0/2)            |                                     | 1997, 2013.             |
| 'Torneo Clausura' (0/4)            |                                     | 2008, 2009, 2015, 2022. |
| Torneo Intermedio (0/1)            |                                     | 2019.                   |
| Torneo Preparación (1/0)           | 2012.                               |                         |
| Copa Integración (1/0)             | 2012.                               |                         |
|                                    |                                     |                         |
| Segunda División Profesional (6/0) | 1943, 1967, 1978, 1984, 1991, 2004. |                         |

### Torneos internacionales
| Competición              | Títulos | Subtítulos | Semifinalista |
| ------------------------ | ------- | ---------- | ------------- |
| Copa Sudamericana        |         |            | 2009          |
| Copa Libertadores Sub-20 |         |            | 2018          |

### Torneos internacionales amistosos
- Copa Aniversario de la Ciudad de Temuco (1): 1992
- Copa Aerosur Internacional (1): 2010
- Serie Río de la Plata 2024 (Copa Sebastian Taborda) (1): 2024

## Datos estadísticos
Datos actualizados para la temporada 2024 inclusive.
- Temporadas en Primera División: 76
  - Debut: 1932
  - Participaciones consecutivas desde: 2005 (21.ª seguida)
  - Mejor puesto en Primera División: 2.º (1992 y 2007-08)
- Temporadas en Segunda División: 17

## Estadísticas en competiciones nacionales oficiales

### Por Competencia
| Torneo                    | Participacioes | Títulos | PJ   | PG  | PE  | PP  | GF   | GC   | PTS. |
| Copa Uruguaya             | 76             | -       | 1865 | 637 | 536 | 692 | 2508 | 2688 | 2142 |
| Torneo Competencia        | 21             | -       | 208  | 65  | 55  | 88  | 292  | 347  | 185  |
| Segunda División          | 17             | 6       | 328  | 167 | 67  | 94  | 609  | 423  | 430  |
| Liguilla Pre-Libertadores | 13             | -       | 66   | 14  | 15  | 37  | 89   | 119  | 51   |
| Torneos Especiales        | 11             | -       | 70   | 20  | 18  | 32  | 80   | 132  | 58   |
| Torneo de Honor           | 5              |         | 43   | 13  | 17  | 13  | 55   | 57   | 43   |
| Liga Mayor                | 4              | -       | 68   | 23  | 29  | 16  | 101  | 90   | 75   |
| Copa A.U.F. Uruguay       | 2              | -       | 6    | 3   | 1   | 2   | 10   | 6    | 10   |
| Torneo Cuadrangular       | 1              | -       | 3    | 1   | 1   | 1   | 5    | 5    | 3    |
| Torneo Integración        | 1              | -       | 5    | 4   | 0   | 1   | 10   | 5    | 12   |
| Campeonato Nacional       | 1              | -       | 4    | 1   | 3   | 0   | 5    | 2    | 6    |
| Total                     | 152            | 6       | 2666 | 948 | 742 | 976 | 3764 | 3874 | 3015 |

### Por Temporada
| Competencia                        | Temporada | PJ   | PG  | PE  | PP  | GF   | GC   | PTS  | Títulos | Posición                    |
| Copa Uruguaya                      | 1932      | 27   | 12  | 3   | 12  | 37   | 42   | 27   |         | Sexto                       |
| Copa Uruguaya                      | 1933      | 27   | 6   | 6   | 15  | 19   | 45   | 18   |         | Séptimo                     |
| Torneo Competencia                 | 1934      | 4    | 0   | 1   | 3   | 3    | 8    | 1    |         | eliminado en primera fase   |
| Copa Uruguaya                      | 1934      | 27   | 8   | 9   | 10  | 30   | 36   | 25   |         | Sexto                       |
| Torneo de Honor                    | 1935      | 9    | 2   | 4   | 3   | 12   | 15   | 8    |         | Séptimo                     |
| Copa Uruguaya                      | 1935      | 18   | 7   | 3   | 8   | 30   | 34   | 17   |         | Sexto                       |
| Torneo Competencia                 | 1936      | 4    | 1   | 0   | 3   | 7    | 14   | 2    |         | eliminado en primera fase   |
| Copa Uruguaya                      | 1936      | 18   | 10  | 3   | 5   | 29   | 24   | 23   |         | Cuarto                      |
| Torneo de Honor                    | 1937      | 9    | 1   | 4   | 4   | 9    | 11   | 6    |         | Octavo                      |
| Copa Uruguaya                      | 1937      | 18   | 8   | 4   | 6   | 36   | 35   | 20   |         | Cuarto                      |
| Torneo de Honor                    | 1938      | 10   | 6   | 2   | 2   | 16   | 12   | 14   |         | Vicecampeón                 |
| Copa Uruguaya                      | 1938      | 20   | 6   | 7   | 7   | 27   | 37   | 19   |         | Séptimo                     |
| Torneo de Honor                    | 1939      | 10   | 3   | 6   | 1   | 13   | 11   | 12   |         | Vicecampeón                 |
| Copa Uruguaya                      | 1939      | 20   | 6   | 7   | 7   | 25   | 30   | 19   |         | Quinto                      |
| Torneo de Honor                    | 1940      | 5    | 1   | 1   | 3   | 5    | 8    | 3    |         | eliminado en primera fase   |
| Copa Uruguaya                      | 1940      | 20   | 7   | 5   | 8   | 35   | 39   | 19   |         | Sexto                       |
| Torneo Competencia                 | 1941      | 10   | 3   | 2   | 5   | 15   | 21   | 8    |         | Séptimo                     |
| Copa Uruguaya                      | 1941      | 20   | 7   | 3   | 10  | 35   | 41   | 17   |         | Séptimo                     |
| Torneo Competencia                 | 1942      | 9    | 2   | 3   | 4   | 9    | 12   | 7    |         | Sexto                       |
| Copa Uruguaya                      | 1942      | 18   | 2   | 4   | 12  | 17   | 39   | 8    |         | Décimo                      |
| Segunda División                   | 1943      | 16   | 12  | 2   | 2   | 36   | 11   | 26   | 1       | CAMPEÓN                     |
| Torneo Competencia                 | 1944      | 9    | 3   | 4   | 2   | 15   | 15   | 10   |         | Quinto                      |
| Copa Uruguaya                      | 1944      | 18   | 6   | 1   | 11  | 29   | 43   | 13   |         | Octavo                      |
| Torneo Competencia                 | 1945      | 9    | 4   | 0   | 5   | 16   | 16   | 8    |         | Sexto                       |
| Copa Uruguaya                      | 1945      | 18   | 8   | 5   | 5   | 33   | 29   | 21   |         | Cuarto                      |
| Torneo Competencia                 | 1946      | 9    | 2   | 2   | 5   | 9    | 17   | 6    |         | Noveno                      |
| Copa Uruguaya                      | 1946      | 18   | 10  | 1   | 7   | 28   | 21   | 21   |         | Tercero                     |
| Torneo Competencia                 | 1947      | 9    | 4   | 2   | 3   | 21   | 15   | 10   |         | Cuarto                      |
| Copa Uruguaya                      | 1947      | 18   | 6   | 8   | 4   | 25   | 19   | 20   |         | Quinto                      |
| Torneo Competencia                 | 1948      | 9    | 3   | 2   | 4   | 15   | 18   | 8    |         | Sexto                       |
| Copa Uruguaya                      | 1948      | 10   | 5   | 2   | 3   | 20   | 18   | 12   |         | Tercero                     |
| Torneo Competencia                 | 1949      | 9    | 4   | 2   | 3   | 15   | 15   | 10   |         | Cuarto                      |
| Copa Uruguaya                      | 1949      | 18   | 10  | 1   | 7   | 36   | 35   | 21   |         | Cuarto                      |
| Torneo Competencia                 | 1950      | 13   | 6   | 4   | 3   | 29   | 21   | 16   |         | Quinto                      |
| Copa Uruguaya                      | 1950      | 18   | 4   | 5   | 9   | 24   | 36   | 13   |         | Octavo                      |
| Torneo Competencia                 | 1951      | 11   | 5   | 1   | 5   | 20   | 29   | 11   |         | Séptimo                     |
| Copa Uruguaya                      | 1951      | 18   | 6   | 4   | 8   | 31   | 41   | 16   |         | Séptimo                     |
| Torneo Competencia                 | 1952      | 11   | 2   | 3   | 6   | 12   | 20   | 7    |         | Décimo                      |
| Copa Uruguaya                      | 1952      | 18   | 7   | 2   | 9   | 29   | 34   | 16   |         | Quinto                      |
| Torneo Competencia                 | 1953      | 11   | 0   | 5   | 6   | 6    | 23   | 5    |         | Duodécimo                   |
| Copa Uruguaya                      | 1953      | 18   | 7   | 5   | 6   | 28   | 31   | 19   |         | Cuarto                      |
| Torneo Cuadrangular                | 1953      | 3    | 1   | 1   | 1   | 5    | 5    | 3    |         | Vicecampeón                 |
| Torneo Campeones S. Juveniles (*)  | 1954      | 7    | 3   | 2   | 2   | 10   | 15   | 8    |         | Vicecampeón                 |
| Copa Uruguaya                      | 1954      | 18   | 4   | 8   | 6   | 20   | 29   | 16   |         | Octavo                      |
| Torneo Competencia                 | 1955      | 9    | 1   | 4   | 4   | 8    | 13   | 6    |         | Séptimo                     |
| Copa Uruguaya                      | 1955      | 18   | 2   | 5   | 11  | 15   | 40   | 9    |         | Décimo                      |
| Segunda División                   | 1956      | 21   | 10  | 4   | 7   | 36   | 30   | 24   |         | Tercero                     |
| Segunda División                   | 1957      | 21   | 8   | 5   | 8   | 33   | 32   | 29   |         | Quinto                      |
| Segunda División                   | 1958      | 21   | 8   | 3   | 10  | 36   | 41   | 19   |         | Cuarto                      |
| Segunda División                   | 1959      | 21   | 6   | 7   | 8   | 38   | 38   | 19   |         | Cuarto                      |
| Segunda División                   | 1960      | 21   | 12  | 3   | 6   | 44   | 28   | 27   |         | Vicecampeón                 |
| Segunda División                   | 1961      | 18   | 4   | 4   | 10  | 20   | 39   | 12   |         | Octavo                      |
| Segunda División                   | 1962      | 18   | 8   | 2   | 8   | 36   | 30   | 18   |         | Quinto                      |
| Segunda División                   | 1963      | 18   | 8   | 3   | 7   | 29   | 26   | 19   |         | Quinto                      |
| Segunda División                   | 1964      | 18   | 8   | 3   | 7   | 32   | 29   | 19   |         | Quinto                      |
| Segunda División                   | 1965      | 18   | 3   | 7   | 8   | 25   | 33   | 13   |         | Noveno                      |
| Segunda División                   | 1966      | 18   | 11  | 3   | 4   | 32   | 16   | 25   |         | Vicecampeón                 |
| Segunda División                   | 1967      | 18   | 11  | 7   | 0   | 36   | 9    | 29   | 1       | CAMPEÓN                     |
| Torneo Especial                    | 1968      | 1    | 0   | 0   | 1   | 0    | 1    | 0    |         | Eliminado en primera ronda  |
| Copa Uruguaya                      | 1968      | 18   | 4   | 7   | 7   | 18   | 25   | 15   |         | Séptimo                     |
| Copa Uruguaya                      | 1969      | 25   | 10  | 8   | 7   | 34   | 34   | 28   |         | Tercero                     |
| Copa Alfredo Lois (*)              | 1969      | 4    | 1   | 2   | 1   | 4    | 3    | 4    |         | eliminado en primera fase   |
| Copa Uruguaya                      | 1970      | 24   | 6   | 6   | 12  | 22   | 29   | 18   |         | Noveno                      |
| Copa Uruguaya                      | 1971      | 27   | 6   | 14  | 7   | 27   | 29   | 26   |         | Séptimo                     |
| Copa Uruguaya                      | 1972      | 22   | 6   | 9   | 7   | 23   | 21   | 21   |         | Séptimo                     |
| Torneo Ciudad de Montevideo        | 1973      | 10   | 5   | 0   | 5   | 14   | 24   | 10   |         | eliminado en fase de grupos |
| Copa Uruguaya                      | 1973      | 22   | 5   | 11  | 6   | 17   | 20   | 21   |         | Noveno                      |
| Torneo Campeones Olímpicos         | 1974      | 11   | 0   | 4   | 7   | 4    | 17   | 4    |         | Duodécimo                   |
| Copa Uruguaya                      | 1974      | 22   | 3   | 10  | 9   | 15   | 29   | 16   |         | Undécimo                    |
| Copa Uruguaya                      | 1975      | 22   | 8   | 8   | 6   | 27   | 32   | 24   |         | Cuarto                      |
| Liga Mayor                         | 1975      | 18   | 7   | 7   | 4   | 36   | 30   | 21   |         | Quinto                      |
| Liguilla Pre-Libertadores          | 1975      | 5    | 1   | 0   | 4   | 4    | 8    | 2    |         | Quinto                      |
| Copa Uruguaya                      | 1976      | 22   | 4   | 11  | 7   | 26   | 31   | 19   |         | Séptimo                     |
| Liga Mayor                         | 1976      | 11   | 1   | 5   | 5   | 15   | 21   | 7    |         | Décimo                      |
| Liga Mayor                         | 1977      | 18   | 6   | 8   | 4   | 22   | 19   | 20   |         | Quinto                      |
| Copa Uruguaya                      | 1977      | 22   | 5   | 4   | 13  | 17   | 34   | 14   |         | Undécimo                    |
| Segunda División                   | 1978      | 18   | 14  | 2   | 2   | 39   | 16   | 30   | 1       | CAMPEÓN                     |
| Liga Mayor                         | 1978      | 21   | 9   | 9   | 3   | 28   | 20   | 27   |         | Sexto                       |
| Torneo República                   | 1979      | 7    | 3   | 3   | 1   | 13   | 9    | 9    |         | eliminado en fase de grupos |
| Copa Uruguaya                      | 1979      | 24   | 8   | 9   | 7   | 25   | 30   | 25   |         | Quinto                      |
| Liguilla Pre-Libertadores          | 1979      | 5    | 2   | 1   | 2   | 8    | 4    | 5    |         | Cuarto                      |
| Torneo Colombes (*)                | 1980      | 1    | 0   | 0   | 1   | 1    | 3    | 0    |         | eliminado en primera fase   |
| Copa Uruguaya                      | 1980      | 26   | 6   | 8   | 12  | 31   | 46   | 20   |         | Duodécimo                   |
| Torneo Ciudad de Montevideo        | 1980      | 6    | 3   | 1   | 2   | 13   | 15   | 7    |         | eliminado en fase de grupos |
| Copa Uruguaya                      | 1981      | 28   | 9   | 13  | 6   | 38   | 34   | 31   |         | Quinto                      |
| Liguilla Pre-Libertadores          | 1981      | 5    | 1   | 1   | 3   | 5    | 8    | 3    |         | Sexto                       |
| Torneo Copa de Oro                 | 1982      | 13   | 5   | 4   | 4   | 18   | 18   | 14   |         | Séptimo                     |
| Copa Uruguaya                      | 1982      | 26   | 6   | 7   | 13  | 35   | 52   | 19   |         | Décimo Tercero              |
| Torneo Estadio Centenario          | 1983      | 6    | 0   | 0   | 6   | 2    | 20   | 0    |         | eliminado en fase de grupos |
| Copa Uruguaya                      | 1983      | 24   | 3   | 10  | 11  | 17   | 30   | 16   |         | Décimo Tercero              |
| Segunda División                   | 1984      | 18   | 12  | 4   | 2   | 38   | 13   | 28   | 1       | CAMPEÓN                     |
| Torneo Competencia                 | 1985      | 12   | 5   | 2   | 5   | 16   | 16   | 12   |         | Séptimo                     |
| Copa Uruguaya                      | 1985      | 24   | 8   | 11  | 5   | 25   | 24   | 27   |         | Cuarto                      |
| Liguilla Pre-Libertadores          | 1985      | 5    | 1   | 1   | 3   | 6    | 10   | 3    |         | Sexto                       |
| Torneo Competencia                 | 1986      | 12   | 3   | 3   | 6   | 13   | 20   | 9    |         | Décimo                      |
| Torneo 75 aniversario C.N.E.F. (*) | 1986      | 4    | 0   | 2   | 2   | 1    | 7    | 2    |         | eliminado en fase de grupos |
| Copa Uruguaya                      | 1986      | 24   | 4   | 8   | 12  | 21   | 39   | 16   |         | Décimo Tercero              |
| Torneo Competencia                 | 1987      | 12   | 6   | 4   | 2   | 17   | 10   | 16   |         | Cuarto                      |
| Copa Uruguaya                      | 1987      | 24   | 12  | 4   | 8   | 36   | 34   | 28   |         | Cuarto                      |
| Liguilla Pre-Libertadores          | 1987      | 5    | 1   | 3   | 1   | 10   | 7    | 5    |         | Quinto                      |
| Torneo Competencia                 | 1988      | 12   | 3   | 5   | 4   | 12   | 12   | 11   |         | Octavo                      |
| Copa Uruguaya                      | 1988      | 24   | 5   | 10  | 9   | 26   | 27   | 20   |         | Décimo                      |
| Torneo Competencia                 | 1989      | 12   | 5   | 2   | 5   | 20   | 18   | 12   |         | Séptimo                     |
| Copa Uruguaya                      | 1989      | 12   | 2   | 1   | 9   | 7    | 15   | 5    |         | Décimo Tercero              |
| Torneo Competencia                 | 1990      | 12   | 3   | 4   | 5   | 14   | 14   | 10   |         | Décimo Tercero              |
| Copa Uruguaya                      | 1990      | 26   | 6   | 7   | 13  | 19   | 33   | 19   |         | Décimo Tercero              |
| Segunda División                   | 1991      | 18   | 11  | 5   | 2   | 34   | 9    | 27   | 1       | CAMPEÓN                     |
| Copa Uruguaya                      | 1992      | 24   | 10  | 8   | 6   | 35   | 26   | 28   |         | Vicecampeón                 |
| Liguilla Pre-Libertadores          | 1992      | 5    | 0   | 0   | 5   | 5    | 16   | 0    |         | Sexto                       |
| Copa Uruguaya                      | 1993      | 24   | 6   | 8   | 10  | 20   | 32   | 20   |         | Décimo                      |
| Copa Uruguaya                      | 1994      | 24   | 9   | 4   | 11  | 26   | 26   | 22   |         | Séptimo                     |
| Torneo Integración                 | 1994      | 5    | 4   | 0   | 1   | 10   | 5    | 12   |         | Vicecampeón                 |
| Liguilla Pre-Libertadores          | 1994      | 5    | 0   | 1   | 4   | 5    | 14   | 1    |         | Sexto                       |
| Copa Uruguaya                      | 1995      | 24   | 7   | 11  | 6   | 28   | 18   | 32   |         | Quinto                      |
| Liguilla Pre-Libertadores          | 1995      | 7    | 2   | 2   | 3   | 9    | 9    | 8    |         | Quinto                      |
| Copa Uruguaya                      | 1996      | 22   | 5   | 9   | 8   | 25   | 26   | 24   |         | Octavo                      |
| Campeonato Nacional                | 1996      | 4    | 1   | 3   | 0   | 5    | 2    | 6    |         | clasificado a la liguilla   |
| Liguilla Pre-Libertadores          | 1996      | 7    | 2   | 2   | 3   | 9    | 9    | 8    |         | Sexto                       |
| Copa Uruguaya                      | 1997      | 22   | 12  | 5   | 5   | 36   | 25   | 41   |         | Tercero                     |
| Liguilla Pre-Libertadores          | 1997      | 4    | 1   | 2   | 1   | 12   | 6    | 5    |         | Semifinal                   |
| Copa Uruguaya                      | 1998      | 22   | 9   | 6   | 7   | 43   | 31   | 33   |         | Quinto                      |
| Liguilla Pre-Libertadores          | 1998      | 3    | 0   | 0   | 3   | 1    | 7    | 0    |         | Cuarto                      |
| Copa Uruguaya                      | 1999      | 28   | 9   | 9   | 10  | 36   | 42   | 36   |         | Octavo                      |
| Copa Uruguaya                      | 2000      | 33   | 10  | 10  | 13  | 55   | 61   | 40   |         | Noveno                      |
| Copa Uruguaya                      | 2001      | 31   | 8   | 13  | 10  | 25   | 37   | 37   |         | Décimo Tercero              |
| Copa Uruguaya                      | 2002      | 31   | 12  | 6   | 13  | 47   | 50   | 42   |         | Undécimo                    |
| Copa Uruguaya                      | 2003      | 34   | 11  | 7   | 16  | 44   | 52   | 40   |         | Décimo Tercero              |
| Segunda División                   | 2004      | 27   | 21  | 3   | 3   | 65   | 23   | 66   | 1       | CAMPEÓN                     |
| Copa Uruguaya                      | 2005      | 17   | 6   | 4   | 7   | 34   | 32   | 22   |         | Décimo                      |
| Copa Uruguaya                      | 2005/06   | 33   | 12  | 8   | 13  | 43   | 42   | 44   |         | Décimo                      |
| Copa Uruguaya                      | 2006/07   | 30   | 9   | 9   | 12  | 41   | 47   | 36   |         | Noveno                      |
| Copa Uruguaya                      | 2007/08   | 31   | 19  | 4   | 8   | 88   | 49   | 61   |         | Tercero                     |
| Liguilla Pre-Libertadores          | 2007/08   | 5    | 1   | 2   | 2   | 8    | 10   | 5    |         | Cuarto                      |
| Copa Uruguaya                      | 2008/09   | 29   | 14  | 8   | 7   | 49   | 34   | 50   |         | Quinto                      |
| Liguilla Pre-Libertadores          | 2008/09   | 5    | 2   | 0   | 3   | 7    | 11   | 6    |         | Tercero                     |
| Copa Uruguaya                      | 2009/10   | 30   | 12  | 10  | 8   | 55   | 42   | 46   |         | Cuarto                      |
| Copa Uruguaya                      | 2010/11   | 30   | 10  | 5   | 15  | 45   | 57   | 35   |         | Décimo Tercero              |
| Copa Uruguaya                      | 2011/12   | 30   | 14  | 8   | 8   | 50   | 40   | 50   |         | Séptimo                     |
| Copa Uruguaya                      | 2012/13   | 30   | 14  | 9   | 7   | 48   | 31   | 51   |         | Cuarto                      |
| Copa Uruguaya                      | 2013/14   | 30   | 17  | 6   | 7   | 51   | 33   | 57   |         | Tercero                     |
| Copa Uruguaya                      | 2014/15   | 30   | 17  | 3   | 10  | 56   | 35   | 54   |         | Tercero                     |
| Copa Uruguaya                      | 2025/16   | 30   | 12  | 5   | 13  | 46   | 41   | 41   |         | Noveno                      |
| Copa Uruguaya                      | 2016      | 15   | 5   | 3   | 7   | 18   | 28   | 18   |         | Décimo                      |
| Copa Uruguaya                      | 2017      | 37   | 10  | 15  | 12  | 42   | 44   | 45   |         | Noveno                      |
| Copa Uruguaya                      | 2018      | 36   | 13  | 10  | 13  | 53   | 64   | 49   |         | Octavo                      |
| Copa Uruguaya                      | 2019      | 38   | 13  | 13  | 12  | 43   | 53   | 52   |         | Séptimo                     |
| Copa Uruguaya                      | 2020      | 37   | 13  | 10  | 14  | 50   | 49   | 49   |         | Octavo                      |
| Copa Uruguaya                      | 2021      | 30   | 11  | 9   | 10  | 45   | 42   | 42   |         | Octavo                      |
| Copa Uruguaya                      | 2022      | 37   | 16  | 12  | 9   | 56   | 33   | 60   |         | Quinto                      |
| Copa A.U.F. Uruguay                | 2022      | 2    | 1   | 0   | 1   | 2    | 3    | 3    |         | Octavos de final            |
| Copa Uruguaya                      | 2023      | 37   | 12  | 12  | 13  | 31   | 40   | 48   |         | Noveno                      |
| Copa A.U.F. Uruguay                | 2023      | 4    | 2   | 1   | 1   | 8    | 3    | 7    |         | Semifinal                   |
| Total                              |           | 2666 | 948 | 742 | 976 | 3764 | 3874 | 3015 | 6       |                             |

(*) Datos Incompletos

### Participación internacional
- Participaciones en Copa Libertadores: 1 (2016)
- Participaciones en Copa Sudamericana: 9 (2008, 2009, 2010, 2013, 2014, 2019, 2020, 2022, 2023)
  - Mejor participación:  Semifinalista (2009)
- Participaciones en Copa Conmebol: 2 (1996 y 1998)
  - Mejor participación: Cuartos de final (1996)
- Participaciones en Copa Libertadores Sub-20: (2018)  3.ª ubicación

## Estadísticas en competiciones internacionales

### Por competencia
Última actualización: River Plate 0-4 Peñarol - 7 de marzo de 2023.
- En negrita competiciones en activo.

| Torneo                       | TJ | PJ | PG | PE | PP | GF | GC | DG | Puntos |
| ---------------------------- | -- | -- | -- | -- | -- | -- | -- | -- | ------ |
| Copa Libertadores de América | 1  | 8  | 1  | 4  | 3  | 8  | 15 | -7 | 7      |
| Copa Sudamericana            | 9  | 39 | 19 | 7  | 13 | 49 | 45 | +4 | 64     |
| Copa Conmebol                | 2  | 6  | 1  | 3  | 2  | 9  | 10 | -1 | 6      |
| Total                        | 12 | 53 | 21 | 14 | 18 | 66 | 70 | -4 | 77     |

Por Temporada
| Competición            | Posición            | PJ | PG | PE | PP | GF | GC | Dif. | Puntos |
| ---------------------- | ------------------- | -- | -- | -- | -- | -- | -- | ---- | ------ |
| Copa Conmebol 1996     | Cuartos de final    | 4  | 1  | 2  | 1  | 8  | 6  | +2   | 5      |
| Copa Conmebol 1998     | Octavos de final    | 2  | 0  | 1  | 1  | 1  | 4  | -3   | 1      |
| Copa Sudamericana 2008 | Fase Preliminar     | 2  | 1  | 0  | 1  | 2  | 4  | -2   | 3      |
| Copa Sudamericana 2009 | Semifinales         | 8  | 5  | 1  | 2  | 13 | 12 | +1   | 16     |
| Copa Sudamericana 2010 | Primera Fase        | 2  | 1  | 0  | 1  | 4  | 4  | 0    | 3      |
| Copa Sudamericana 2013 | Segunda Fase        | 4  | 2  | 1  | 1  | 5  | 1  | +4   | 7      |
| Copa Sudamericana 2014 | Segunda Fase        | 4  | 2  | 1  | 1  | 6  | 3  | +3   | 7      |
| Copa Libertadores 2016 | Fase de grupos      | 8  | 1  | 4  | 3  | 8  | 15 | -7   | 7      |
| Copa Sudamericana 2019 | Segunda Fase        | 4  | 0  | 3  | 1  | 2  | 4  | -2   | 3      |
| Copa Sudamericana 2020 | Octavos de final    | 6  | 4  | 1  | 1  | 9  | 5  | +4   | 13     |
| Copa Sudamericana 2022 | Fase de grupos      | 8  | 4  | 0  | 4  | 8  | 8  | 0    | 12     |
| Copa Sudamericana 2023 | Fase Clasificatoria | 1  | 0  | 0  | 1  | 0  | 4  | -4   | 0      |
| -                      | -                   | 53 | 21 | 14 | 18 | 66 | 70 | -4   | 77     |

### Estadísticas frente a equipos
| Equipo               | PJ | PG | PE | PP | GF | GC | Dif. |
| -------------------- | -- | -- | -- | -- | -- | -- | ---- |
| Atlético Grau        | 2  | 2  | 0  | 0  | 3  | 1  | +2   |
| Atlético Nacional    | 2  | 1  | 1  | 0  | 4  | 2  | +2   |
| Blooming             | 4  | 4  | 0  | 0  | 10 | 1  | +9   |
| Colón                | 2  | 0  | 1  | 1  | 1  | 3  | -2   |
| Cuiabá               | 2  | 1  | 0  | 1  | 3  | 3  | 0    |
| Emelec               | 2  | 0  | 1  | 1  | 2  | 3  | -1   |
| Guaraní              | 2  | 1  | 0  | 1  | 4  | 4  | 0    |
| Huracán Buceo        | 2  | 0  | 1  | 1  | 1  | 4  | -3   |
| Itagüí               | 2  | 0  | 1  | 1  | 0  | 1  | -1   |
| Liga de Quito        | 2  | 1  | 0  | 1  | 2  | 8  | -6   |
| Liverpool            | 2  | 2  | 0  | 0  | 3  | 0  | +3   |
| Melgar               | 2  | 0  | 0  | 2  | 1  | 4  | -3   |
| Nacional             | 2  | 0  | 2  | 0  | 2  | 2  | 0    |
| Palmeiras            | 2  | 0  | 1  | 1  | 2  | 6  | -4   |
| Peñarol              | 1  | 0  | 0  | 1  | 0  | 4  | -4   |
| Porongos             | 2  | 1  | 1  | 0  | 8  | 2  | +6   |
| Racing Club          | 2  | 1  | 0  | 1  | 1  | 1  | 0    |
| Rosario Central      | 4  | 0  | 1  | 3  | 2  | 11 | -9   |
| Santos               | 2  | 0  | 2  | 0  | 1  | 1  | 0    |
| San Lorenzo          | 2  | 1  | 0  | 1  | 1  | 1  | 0    |
| Universidad Católica | 6  | 4  | 0  | 2  | 8  | 6  | +2   |
| Universidad de Chile | 2  | 1  | 1  | 0  | 2  | 0  | +2   |
| Vitória              | 2  | 1  | 1  | 0  | 5  | 2  | +3   |

### Palmarés Juveniles

#### Torneos nacionales juveniles (19)
- Campeonato Uruguayo Tercera división (3): 1990, 2007-08, 2008-09
- Campeonato Uruguayo Cuarta división (Sub 19) (5): 1979, 1980, 1983, 1995, 2006
- Campeonato Uruguayo Quinta división (Sub 17) (6): 1973, 1974, 1975, 1983, 1990, 1995
- Campeonato Uruguayo Sexta división (Sub 15) (4): 1979, 1980, 1982, 1983
- Campeonato Uruguayo Séptima división (Sub 14) (1): 2005

### River Plate femenino
River Plate disputa el 'Campeonato Uruguayo de Fútbol Femenino, Primera División', oficialmente Torneo Rexona de Fútbol Femenino de Primera División por razones de patrocinio. Ha sido campeón en dos oportunidades 2007 y 2009. Participó al siguiente año de la Copa Libertadores Femenina 2010, logrando su primera victoria internacional frente a Formas Íntimas de Colombia, por un marcador de 2-1. 

#### Torneos nacionales oficiales
| Competición               | Títulos     | Subtítulos  |
| ------------------------- | ----------- | ----------- |
| Campeonato Uruguayo (2/2) | 2007, 2009. | 2008, 2010. |